# 1990 год в истории общественного транспорта
В этой статье перечисляются основные события из истории общественного транспорта (прежде всего трамваев, троллейбусов и автобусов) в 1990 году. Информация об истории метрополитенов и железнодорожного транспорта находится в отдельных статьях.

## События

### В СССР

#### В РСФСР

##### Москва

###### Маршруты
- Открыт автобусный маршрут № 227: 5-й мкрн Тёплого Стана — Олимпийская деревня.
- Открыт автобусный маршрут № 500: Метро Тёплый Стан — Хованское кладбище. 17 февраля открыт автобусный маршрут № 747: Метро Выхино — Улица Камова.
- 1 июля открыт автобусный маршрут № 807: ДСК-2 (Станция "Очаково-Северная") — Пищекомбинат через улицу Генерала Дорохова.
- Открыт автобусный маршрут № 810: 9-й мкрн Солнцева — Метро Проспект Вернадского.
- Открыт автобусный маршрут № 812: 9-й мкрн Солнцева — Платформа Переделкино.
- Открыт автобусный маршрут № 814: 11-й мкрн Солнцева — Станция Солнечная. 18 августа открыт автобусный маршрут № 829: Метро Молодёжная — Метро Крылатское.
- Автобусный маршрут № 10 укорочен до Метро Полежаевская.
- Закрыт автобусный маршрут № 600: Метро Калужская — 17-й мкрн Ясенева. Открыт троллейбусный маршрут № 79: Стадион имени Ленина (южная) — Новый Арбат. Открыт троллейбусный маршрут № 82: Метро Каширская — Загорье.

###### Новости
- Испытания в ФАТПе автобуса Sanos (8696); 86 96 МНА.
- Испытания в ФАТПе автобуса Ikarus-Zemun (8205); 82 05 МНА.
- Испытания и дальнейшая эксплуатация в ФАТПе автобуса TAM (8081); 80 81 МНА.
- Начало массовых поставок автобусов Ikarus-283.00.
- Начало мелких поставок автобусов Ikarus-263.00.
- Начало массовых поставок автобусов ЛиАЗ-5256.00.

#### ВУССР
В Николаеве начата эксплуация троллейбусных поездов из двух машин ЗиУ-682, работающих по системе Владимира Веклича.

### В мире
- США — открыто движение трамваев в Лос-Анджелесе.
- Северная Корея — 27 апреля открыто троллейбусное движение в городе Токчхон.
- Польша — в октябре прекращено троллейбусное движение в городе Денбица.
- Южная Осетия — в декабре прекращено троллейбусное движение в городе Цхинвал.
- Румыния — открыто троллейбусное движение в городе Брэила.